# Кукуй-1
Кукуй-1 — деревня в Макарьевском районе Костромской области. Входит в состав Унженского сельского поселения.

## География
Находится в юго-восточной части Костромской области на расстоянии приблизительно 41 км на восток по прямой от районного центра города Макарьев.

## История
Известна с 1872 года, когда здесь были отмечены кордоны Кукуевские с 3 дворами, в 1907 году отмечено было (уже для Кукуя-1) 11 дворов. С 2004 по 2021 год входила в состав Тимошинского сельского поселения.

## Население
Постоянное население составляло 29 человек (1872 год, для обоих кордонов), 56 (1897), 89 (1907), 15 в 2002 году для обоих кукуйских кордонов(русские 93 %), 1 в 2022.